# Кенні Сміт
Кеннет «Кенні» Сміт (англ. Kenneth "Kenny" Smith, нар. 8 березня 1965, Квінз, Нью-Йорк, США) — американський професіональний баскетболіст, що грав на позиції розігруючого захисника за низку команд НБА. Чемпіон світу у складі національної збірної США. Дворазовий чемпіон НБА. По завершенні спортивної кар'єри — аналітик НБА на каналі TNT та NCAA на каналі CBS.

## Ігрова кар'єра
Починав грати в баскетбол у команді Старшої школи архієпископа Моллоя (Квінз, Нью-Йорк). 1983 року був визнаний Всеамериканським спортсменом. На університетському рівні грав за команду Північна Кароліна (1983–1987) під керівництвом Діна Сміта. Прийшовши до команди, ще застав Майкла Джордана, з яким відіграв один сезон в студентській лізі. 1987 року був включений до першої збірної NCAA, набираючи в сезоні 16,9 очка та 6,1 асиста за гру. 
1987 року був обраний у першому раунді драфту НБА під загальним 6-м номером командою «Сакраменто Кінґс». За підсумками свого дебютного сезону в НБА був включений до першої збірної новачків, набираючи 13,8 очка та 7,1 підбирання за гру. Захищав кольори команди із Сакраменто протягом наступних 3 сезонів.
Посеред сезону 1989-1990 був обміняний до «Атланта Гокс», де вперше в своїй кар'єрі став резервним гравцем. Виходячи з лавки запасних, набирав 7,7 очка за гру.
1990 року перейшов до команди «Х'юстон Рокетс», у складі якої провів наступні 6 сезонів своєї кар'єри. У сезоні 1990—1991 набирав 17,7 очка за гру, будучи лідером команди за кількістю асистів за гру (7,1) та за відсотком влучань з гри (84,4%). Допоміг команді пробитися до плей-оф, де вони були обіграні всуху в першому ж раунді «Лос-Анджелес Лейкерс».
У наступному сезоні клуб змінив головного тренера, звільнивши Дона Чейні та призначивши на його місце Руді Том'яновича. У сезоні 1992-1993 команда знову пробилася до плей-оф. У першому раунді були обіграні «Фінікс Санз» у важкій серії з семи ігор, а в другому раунді «Рокетс» поступилися «Сіетл Суперсонікс». 
У сезонах 1993-1994 та 1994-1995 двічі ставав чемпіоном НБА. У сезоні 1995-1996 поступово почав втрачати ігровий час, який все більше займав Сем Касселл.
1996 року перейшов до складу «Детройт Пістонс», за яку він відіграв лише 9 ігор. Після цього був відрахований з команди.
Того ж 1996 року підписав контракт з «Орландо Меджик», за яких відіграв 6 ігор, після чого теж був відрахований.
Останньою ж командою в кар'єрі гравця стала «Денвер Наггетс», до складу якої він приєднався 1997 року і за яку відіграв решту сезону.

## Виступи за збірну
1986 року взяв участь у Чемпіонаті світу в складі збірної США. Команда виграла золото, перемігши у фіналі СРСР на чолі з Арвідасом Сабонісом. Кенні Сміт був другим найрезультативнішим гравцем у команді після Чарльза Сміта, випередивши таких партнерів по команді, як Девід Робінсон, Маггсі Боугс та Стів Керр. 

## Після завершення спортивної кар'єри
1998 року приєднався до команди каналу Turner Sports, дочірньої компанії TNT, де працював експертом з плей-оф НБА.
Разом з Ерні Джонсоном, Чарльзом Барклі та Шакілом О'Нілом веде передачу «Inside the NBA» на каналі TNT. Передача неодноразово вигравала нагороду Еммі «Найвидатніша спортивна передача».
Для каналу CBS працює експертом, коли починається турнір NCAA «March Madness». 

## Статистика виступів в НБА
| † | Позначає сезон, в якому Кенні Сміт ставав чемпіоном НБА |

### Регулярний сезон
| Сезон             | Команда            | GP  | GS  | MPG  | FG%  | 3P%  | FT%   | RPG | APG | SPG | BPG | PPG  |
| ----------------- | ------------------ | --- | --- | ---- | ---- | ---- | ----- | --- | --- | --- | --- | ---- |
| 1987–88           | «Сакраменто Кінґс» | 61  | 60  | 35.6 | .477 | .308 | .819  | 2.3 | 7.1 | 1.5 | .1  | 13.8 |
| 1988–89           | «Сакраменто Кінґс» | 81  | 81  | 38.8 | .462 | .359 | .737  | 2.8 | 7.7 | 1.3 | .1  | 17.3 |
| 1989–90           | «Сакраменто Кінґс» | 46  | 46  | 38.0 | .461 | .373 | .809  | 2.6 | 6.6 | 1.2 | .2  | 15.0 |
| 1989–90           | «Атланта Гокс»     | 33  | 5   | 20.4 | .480 | .167 | .846  | 1.1 | 4.3 | 0.7 | .0  | 7.7  |
| 1990–91           | «Х'юстон Рокетс»   | 78  | 78  | 34.6 | .520 | .363 | .844  | 2.1 | 7.1 | 1.4 | .1  | 17.7 |
| 1991–92           | «Х'юстон Рокетс»   | 81  | 80  | 33.8 | .475 | .394 | .866  | 2.2 | 6.9 | 1.3 | .1  | 14.0 |
| 1992–93           | «Х'юстон Рокетс»   | 82  | 82  | 29.5 | .520 | .438 | .878  | 2.0 | 5.4 | 1.0 | .1  | 13.0 |
| 1993–94†          | «Х'юстон Рокетс»   | 78  | 78  | 28.3 | .480 | .405 | .871  | 1.8 | 4.2 | 0.8 | .1  | 11.6 |
| 1994–95†          | «Х'юстон Рокетс»   | 81  | 81  | 25.1 | .484 | .429 | .851  | 1.9 | 4.0 | 0.9 | .1  | 10.4 |
| 1995–96           | «Х'юстон Рокетс»   | 68  | 56  | 23.8 | .433 | .382 | .821  | 1.4 | 3.6 | 0.7 | .0  | 8.5  |
| 1996–97           | «Детройт Пістонс»  | 9   | 0   | 7.1  | .400 | .500 | 1.000 | 0.6 | 1.1 | 0.1 | .0  | 2.6  |
| 1996–97           | «Орландо Меджик»   | 6   | 0   | 7.8  | .462 | .600 | 1.000 | 0.3 | 0.7 | 0.0 | .0  | 2.8  |
| 1996–97           | «Денвер Наггетс»   | 33  | 3   | 19.8 | .422 | .425 | .854  | 1.1 | 3.1 | 0.5 | .0  | 7.9  |
| Усього за кар'єру | Усього за кар'єру  | 737 | 650 | 30.1 | .480 | .399 | .829  | 2.0 | 5.5 | 1.0 | .1  | 12.8 |

### Плей-оф
| Сезон             | Команда           | GP | GS | MPG  | FG%  | 3P%  | FT%   | RPG | APG | SPG | BPG | PPG  |
| ----------------- | ----------------- | -- | -- | ---- | ---- | ---- | ----- | --- | --- | --- | --- | ---- |
| 1991              | «Х'юстон Рокетс»  | 3  | 3  | 37.7 | .474 | .500 | .889  | 2.7 | 8.0 | 1.3 | .3  | 15.3 |
| 1993              | «Х'юстон Рокетс»  | 12 | 12 | 32.6 | .492 | .500 | .778  | 2.0 | 4.2 | 0.8 | .1  | 14.8 |
| 1994†             | «Х'юстон Рокетс»  | 23 | 23 | 30.3 | .455 | .447 | .808  | 2.3 | 4.1 | .96 | .17 | 10.8 |
| 1995†             | «Х'юстон Рокетс»  | 22 | 22 | 29.6 | .438 | .442 | .900  | 2.2 | 4.5 | .64 | .14 | 10.8 |
| 1996              | «Х'юстон Рокетс»  | 8  | 8  | 23.9 | .434 | .387 | 1.000 | 1.5 | 4.8 | 0.6 | .0  | 8.9  |
| Усього за кар'єру | Усього за кар'єру | 68 | 68 | 30.0 | .457 | .448 | .847  | 2.2 | 4.5 | 0.8 | .1  | 11.5 |